# Anolis isolepis
Anolis isolepis este o specie de șopârle din genul Anolis, familia Polychrotidae, descrisă de Cope 1861.

## Subspecii
Această specie cuprinde următoarele subspecii:
- A. i. isolepis
- A. i. altitudinalis